# Rexley Tarivuti
Rexley Tarivuti (1º dicembre 1985) è un calciatore vanuatuano, difensore dello Spirit 08 FC e della Nazionale vanuatuana.

## Carriera

### Club
Dopo aver esordito nel Siaraga FC, passa allo Yatel FC, nel Vanuatu Premia Divisen. Nel 2011 si trasferisce allo Spirit 08 FC.

### Nazionale
Dall'esordio nel settembre 2007, ha raccolto tredici presenze con la Nazionale vanuatuana.